# 阿列克謝·茹拉夫科
阿列克謝·瓦列里耶維奇·茹拉夫科（俄语：Алексей Валерьевич Журавко；1974年4月21日—2022年9月25日）為俄羅斯政治人物，於2006年至2012年間擔任烏克蘭最高拉達議員。茹拉夫科自2006年起隸屬於任親俄的地區黨。他於2015年移居俄羅斯，後於2022年7月獲得俄羅斯國籍並加入統一俄羅斯。在赫爾松大反攻期間，茹拉夫科死於烏克蘭所發動的一場空襲。